# Okres Bardejov
Der Okres Bardejov ist eine Verwaltungseinheit im Nordosten der Slowakei mit 76.455 Einwohnern (2004) und einer Fläche von 937 km².
Historisch gesehen liegt der Bezirk vollständig im ehemaligen Komitat Sáros (siehe auch Liste der historischen Komitate Ungarns).

## Bevölkerung
| Jahr                | 1994   | 2004    | 2014    | 2024    |
| ------------------- | ------ | ------- | ------- | ------- |
| Anzahl der Personen | 73.638 | 76.455  | 77.830  | 75.664  |
| Unterschied         |        | +3,82 % | +1,79 % | −2,78 % |

| Jahr                | 2023   | 2024    |
| ------------------- | ------ | ------- |
| Anzahl der Personen | 75.547 | 75.664  |
| Unterschied         |        | +0,15 % |

## Städte
- Bardejov (Bartfeld)

## Gemeinden
- Abrahámovce
- Andrejová
- Bartošovce
- Becherov
- Beloveža
- Bogliarka
- Brezov
- Brezovka
- Buclovany
- Cigeľka
- Dubinné
- Frička (Fritsch)
- Fričkovce (Fritschhau)
- Gaboltov
- Gerlachov (Gerlachau)
- Hankovce
- Harhaj
- Hažlín
- Hertník (Herknecht)
- Hervartov (Herbertsdorf)
- Hrabovec
- Hrabské
- Hutka
- Chmeľová
- Janovce (Johannsdorf)
- Jedlinka
- Kľušov
- Kobyly
- Kochanovce
- Komárov
- Koprivnica
- Kožany
- Krivé
- Kríže
- Kružlov
- Kučín
- Kurima
- Kurov
- Lascov
- Lenartov
- Lipová
- Livov
- Livovská Huta (Hütten)
- Lopúchov
- Lukavica
- Lukov (Dornau)
- Malcov
- Marhaň
- Mikulášová
- Mokroluh
- Nemcovce
- Nižná Polianka
- Nižná Voľa
- Nižný Tvarožec
- Oľšavce
- Ondavka
- Ortuťová
- Osikov
- Petrová
- Poliakovce
- Porúbka
- Raslavice
- Regetovka
- Rešov
- Richvald (Reichwald)
- Rokytov
- Smilno
- Snakov
- Stebnícka Huta (Glashütte)
- Stebník (Stebnik)
- Stuľany
- Sveržov
- Šarišské Čierne
- Šašová
- Šiba (Scheibe)
- Tarnov
- Tročany
- Vaniškovce
- Varadka
- Vyšná Polianka
- Vyšná Voľa
- Vyšný Kručov
- Vyšný Tvarožec
- Zborov
- Zlaté

Das Bezirksamt ist in Bardejov.

## Kultur
In dem Artikel Denkmalgeschützte Objekte im Okres Bardejov findet man Informationen über die vom slowakischen Denkmalamt geschützten Objekte im Okres.